# Chione (Tochter des Daidalion)

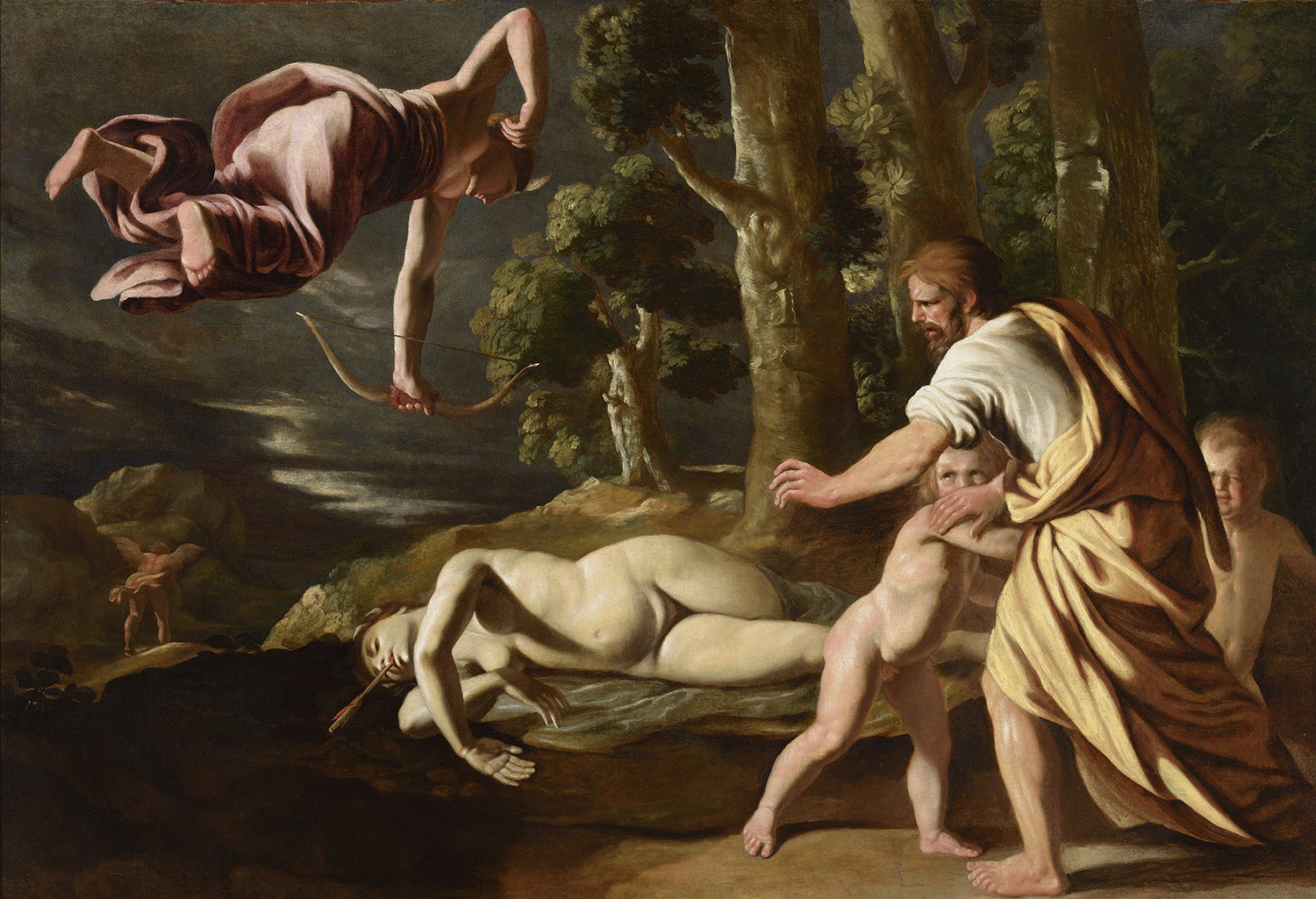
Der Tod der Chione (Nicholas Poussin, 1622)

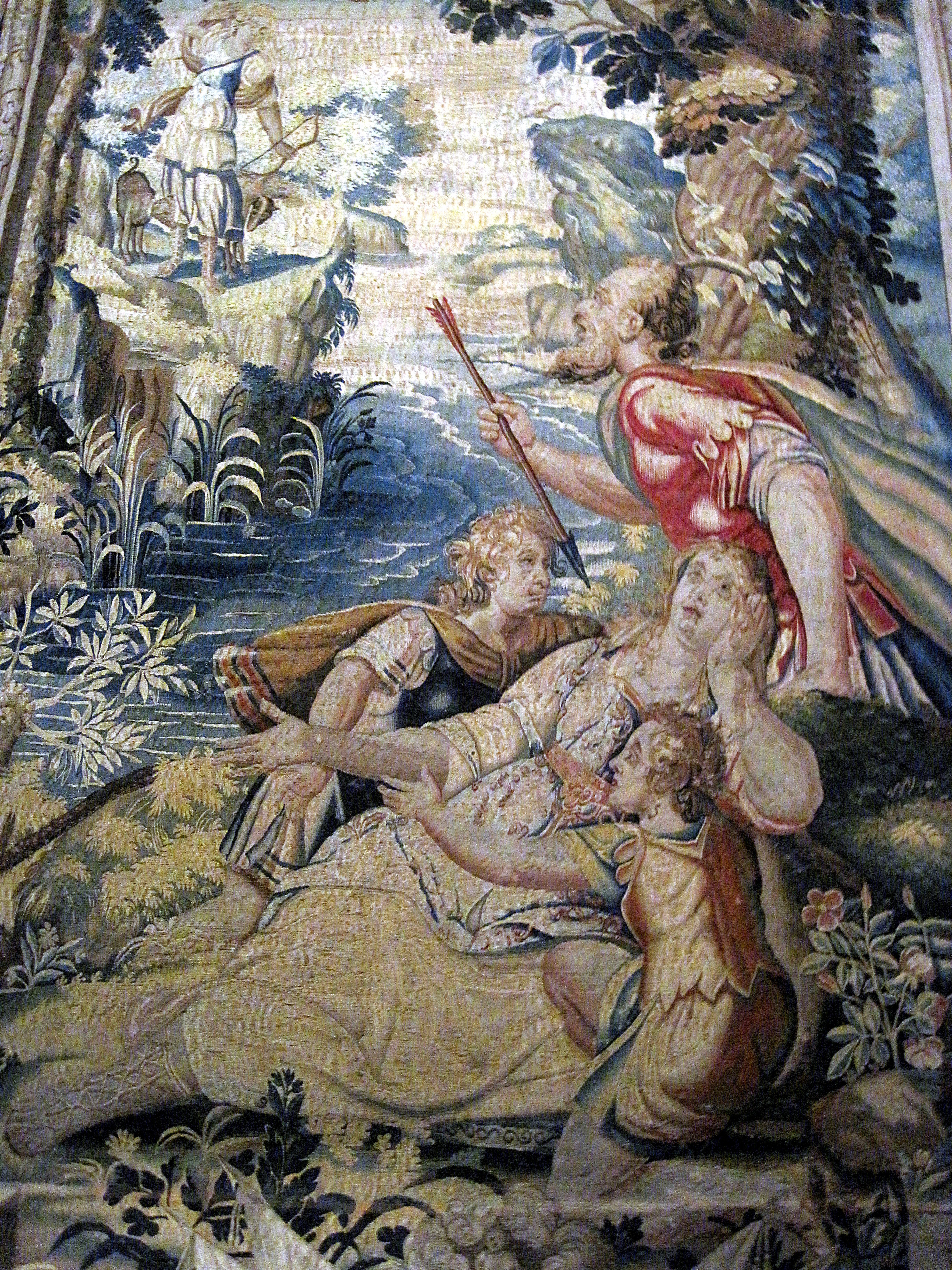
Die vom Pfeil getroffene Chione mit ihren beiden Söhnen

Chione (altgriechisch Χιόνη Chiónē) ist in der griechischen Mythologie die Tochter des Daidalion.
Aufgrund ihrer Schönheit hatte Chione zahlreiche Freier, zu denen die Götter Hermes und Apollon zählten. Mit beiden schlief sie in derselben Nacht, wobei Apollon mit seiner Werbung bis zum Einbruch der Dunkelheit wartete, während Hermes das Mädchen in Schlaf versetzte und missbrauchte. Apollon zeugte mit ihr den Philammon und Hermes den Autolykos, den Schwiegervater des Sisyphos und Großvater des Odysseus. Alternativ wird Philonis als Mutter von Philammon und Autolykos genannt.
Ihre Begehrtheit stieg Chione zu Kopf; sie rühmte sich, eine größere Schönheit als die Göttin Artemis zu sein. Deshalb wurde sie von dieser mit ihrem Attribut, den Pfeilen, getötet. Daidalion weinte um seine einzige Tochter und sprang von einer Spitze des Parnass, doch Apollon verwandelte ihn in den Vogel Daidalion (Falke).
In späterer Zeit war Chione die Bezeichnung für eine schamlose Frau.